# 常総市立豊岡小学校
常総市立豊岡小学校（じょうそうしりつとよおかしょうがっこう）は、茨城県常総市豊岡町丙にある公立小学校。

## 概要
在校生徒は226人（1学年：46人、2学年：42人、3学年：39人、4学年：36人、5学年：36人、6学年：27人）。（令和6年5月3日現在）

### 教育目標
『未来の夢に向かって　心豊かに　自ら考え行動できる児童の育成 』

## 沿革
詳しい沿革は不明

## 学区
学区は以下の通りである。
豊岡町

## 交通アクセス
- 関東鉄道常総線北水海道駅下車、徒歩約45分